# Almirante Norte
Almirante Norte es un barrio ubicado en el municipio de Vega Baja en el estado libre asociado de Puerto Rico. En el Censo de 2010 tenía una población de 4397 habitantes y una densidad poblacional de 458,84 personas por km².

## Geografía
Almirante Norte se encuentra ubicado en las coordenadas 18°24′54″N 66°22′2″O / 18.41500, -66.36722. Según la Oficina del Censo de los Estados Unidos, Almirante Norte tiene una superficie total de 9.58 km², de la cual 9.55 km² corresponden a tierra firme y (0.38%) 0.04 km² es agua.

## Demografía
Según el censo de 2010, había 4397 personas residiendo en Almirante Norte. La densidad de población era de 458,84 hab./km². De los 4397 habitantes, Almirante Norte estaba compuesto por el 79.44% blancos, el 9.62% eran afroamericanos, el 0.43% eran amerindios, el 0.14% eran asiáticos, el 8.21% eran de otras razas y el 2.16% pertenecían a dos o más razas. Del total de la población el 99.64% eran hispanos o latinos de cualquier raza.